# Suchdol nad Odrou
Suchdol nad Odrou (in tedesco Zauchenthal) è un comune mercato della Repubblica Ceca facente parte del distretto di Nový Jičín, nella regione di Moravia-Slesia.